# Felipe Arantes
Felipe Medeiros Arantes (São Paulo, 9 de fevereiro de 1988), conhecido profissionalmente como Felipe Sertanejo, é um ex-lutador de artes marciais mistas brasileiro, competindo anteriormemte na divisão dos Penas do Ultimate Fighting Championship. É casado com a jornalista Lucilene Caetano, desde 2013. Em 2018 participou da décima temporada do reality show A Fazenda na RecordTV, terminando em 5º lugar na competição (10º eliminado).

## Carreira no MMA
Arantes começou a treinar Taekwondo e judô aos doze anos e Muay Thai aos quatorze. Finalmente, começou a treinar MMA quando tinha dezoito anos.
Arantes fez sua estreia no MMA profissional em Maio de 2008. Ele competiu em eventos de menores promoções em sua terra natal, (Paranaguá Fight, Samurai FC, Full Battle Heroes) e nos Estados Unidos (Ultimate Warrior Challenge and Urban Conflict Championships) antes de assinar com o UFC. Antes de sua estreia no UFC ele acumulou um recorde de 13 vitórias, 3 derrotas e 2 sem resultado.

### Ultimate Fighting Championship
Arantes assinou oficialmente com o UFC em Julho de 2011. Ele fez sua estreia em 27 de agosto de 2011, no UFC 134 contra Iuri Alcântara, substituindo o lesionado Antonio Carvalho. Ele perdeu por Decisão Unânime.
Em sua segunda luta no UFC, Arantes enfrentou Antonio Carvalho em 14 de Janeiro de 2012 no UFC 142. Ele venceu por Decisão Unânime, e conseguiu sua primeira vitória no UFC.
Arantes enfrentou Milton Vieira em 23 de Junho de 2012, no UFC 147. A luta terminou com um Empate Dividido.
Arantes enfrentou Godofredo Pepey em 8 de Junho de 2013 no UFC on Fuel TV: Nogueira vs. Werdum e venceu por Nocaute Técnico.
Arantes substituiu Godofredo Pepey na luta contra Sam Sicilia em 4 de Setembro de 2013 no UFC Fight Night: Teixeira vs. Bader, porém Sicilia se lesionou e foi substiuído pelo estreante Kevin Souza. Ele perdeu por Decisão Dividida.
Arantes enfrentou Maximo Blanco em 15 de Fevereiro de 2014 no UFC Fight Night: Machida vs. Mousasi e ele venceu por decisão unânime.
Felipe foi derrotado por Andre Fili em 25 de Outubro de 2014 no UFC 179 em uma decisão unânime.
Arantes desceu de peso para os galos e enfrentou Yves Jabouin em 23 de Agosto de 2015 no UFC Fight Night: Holloway vs. Oliveira. Ele venceu a luta por finalização com um armlock no primeiro round.
Arantes enfrentou o americano Jerrod Sanders no UFC Fight Night: dos Anjos vs. Alvarez em 07 de Julho de 2016, ele venceu a luta por finalização chave de braço no segundo round.
Em 23 de junho de 2018 anunciou a aposentadoria do MMA

## Cartel no MMA
| Cartel no MMA   |             |             |
| 31 lutas        | 18 vitórias | 10 derrotas |
| Por nocaute     | 7           | 1           |
| Por finalização | 6           | 2           |
| Por decisão     | 5           | 7           |
| Empates         | 1           | 1           |
| No contest      | 2           | 2           |

| Res.    | Cartel      | Oponente           | Método                                | Evento                                 | Data       | Round | Tempo | Local                     | Notas                                                       |
| ------- | ----------- | ------------------ | ------------------------------------- | -------------------------------------- | ---------- | ----- | ----- | ------------------------- | ----------------------------------------------------------- |
| Derrota | 18-10-1 (2) | Song Yadong        | Nocaute (cotovelada)                  | UFC Fight Night: Cowboy vs. Edwards    | 23/06/2018 | 2     | 4:59  | Kallang                   |                                                             |
| Derrota | 18-9-1 (2)  | Josh Emmett        | Decisão (unânime)                     | UFC Fight Night: Cerrone vs. Till      | 21/10/2017 | 3     | 5:00  | Gdańsk                    |                                                             |
| Derrota | 18-8-1 (2)  | Erik Pérez         | Decisão (dividida)                    | The Ultimate Fighter: América Latina 3 | 05/11/2016 | 3     | 5:00  | Cidade do México          |                                                             |
| Vitória | 18-7-1 (2)  | Jerrod Sanders     | Finalização (chave de braço)          | UFC Fight Night: dos Anjos vs. Alvarez | 07/07/2016 | 2     | 1:39  | Las Vegas, Nevada         |                                                             |
| Vitória | 17-7-1 (2)  | Yves Jabouin       | Finalização (armlock)                 | UFC Fight Night: Holloway vs. Oliveira | 23/08/2015 | 1     | 4:21  | Saskatoon, Saskatchewan   | Performance da Noite.                                       |
| Derrota | 16-7-1 (2)  | Andre Fili         | Decisão (unânime)                     | UFC 179: Aldo vs. Mendes II            | 25/10/2014 | 3     | 5:00  | Rio de Janeiro            |                                                             |
| Vitória | 16-6-1 (2)  | Maximo Blanco      | Decisão (unânime)                     | UFC Fight Night: Machida vs. Mousasi   | 15/02/2014 | 3     | 5:00  | Jaraguá do Sul            |                                                             |
| Derrota | 15-6-1 (2)  | Edmilson Souza     | Decisão (dividida)                    | UFC Fight Night: Teixeira vs. Bader    | 04/09/2013 | 3     | 5:00  | Belo Horizonte            |                                                             |
| Vitória | 15-5-1 (2)  | Godofredo Pepey    | Nocaute Técnico (cotoveladas e socos) | UFC on Fuel TV: Nogueira vs. Werdum    | 08/06/2013 | 1     | 3:32  | Fortaleza                 |                                                             |
| Empate  | 14-5-1 (2)  | Milton Vieira      | Empate (dividido)                     | UFC 147: Silva vs. Franklin II         | 23/06/2012 | 3     | 5:00  | Belo Horizonte            |                                                             |
| Vitória | 14-5 (2)    | Antonio Carvalho   | Decisão (unânime)                     | UFC 142: Aldo vs. Mendes               | 14/01/2012 | 3     | 5:00  | Rio de Janeiro            |                                                             |
| Derrota | 13-5 (2)    | Iuri Alcântara     | Decisão (unânime)                     | UFC 134: Silva vs. Okami               | 27/08/2011 | 3     | 5:00  | Rio de Janeiro            | Estréia no UFC e nos Penas                                  |
| NC      | 13-4 (2)    | Andy Main          | Sem Resultado (joelhada ilegal)       | UCC 4: Supremacy                       | 11/04/2011 | 1     | 4:38  | Morristown, New Jersey    | Originalmente vtória por nocaute técnico; Resultado mudado. |
| Vitória | 13-4 (1)    | Marcelo Dutra      | Finalização (mata-leão)               | Gold Fight 2                           | 27/11/2010 | 1     | 4:15  | São Paulo                 |                                                             |
| Vitória | 12-4 (1)    | Cemir Silva        | Nocaute (chute na cabeça)             | Barueri Combat                         | 30/10/2010 | 1     | 0:20  | São Paulo                 |                                                             |
| Vitória | 11-4 (1)    | Jason McLean       | Decisão (unânime)                     | UCC 3: Renegades                       | 10/09/2010 | 3     | 5:00  | Jersey City, New Jersey   |                                                             |
| Vitória | 10-4 (1)    | Sergio Soares      | Decisão (unânime)                     | Super Challenge Pro                    | 27/06/2010 | 3     | 5:00  | São Paulo                 |                                                             |
| Vitória | 9-4 (1)     | Arlinter Rodrigues | Finalização (mata-leão)               | ABC - Fight Festival 1                 | 29/05/2010 | 3     | N/A   | São Paulo                 |                                                             |
| Vitória | 8-4 (1)     | Rodrigo Caporal    | Decisão (unânime)                     | Amerad Fighter 1                       | 05/03/2010 | 3     | 5:00  | São Paulo                 |                                                             |
| Vitória | 7-4 (1)     | Francisco Robert   | Nocaute Técnico (socos)               | Full Heroes Battle 1                   | 07/11/2009 | 2     | 2:25  | Paranaguá                 |                                                             |
| NC      | 6-4 (1)     | Lester Caslow      | Sem Resultado                         | RIE 3: Philly Biker Brawl              | 10/10/2009 | 3     | 3:06  | Oaks, Pennsylvania        | Usou equipamento ilegal (calça) e suspeita de lubrificação  |
| Derrota | 6-4         | Freddy Assunção    | Decisão (unânime)                     | UWC 7: Redemption                      | 03/10/2009 | 3     | 5:00  | Fairfax, Virginia         |                                                             |
| Derrota | 6-3         | Rony Jason         | Finalização (triangulo)               | Samurai Fight Combat                   | 12/09/2009 | 1     | 4:53  | Curitiba                  |                                                             |
| Vitória | 6-2         | John Lineker       | Finalização (armlock)                 | Paranagua Fight 5                      | 07/08/2009 | 1     | 1:12  | Paranaguá                 |                                                             |
| Vitória | 5-2         | Diego Santos       | Nocaute Técnico (socos)               | Paranagua Fight 4                      | 19/04/2009 | 1     | 2:03  | Paranaguá                 |                                                             |
| Vitória | 4-2         | Rafael Miquelini   | Finalização (mata-leão)               | Paranagua Fight 4                      | 19/04/2009 | 1     | 2:20  | Paranaguá                 |                                                             |
| Derrota | 3-2         | Steve Deangelis    | Decisão (unânime)                     | WCA: Pure Combat                       | 06/02/2009 | 3     | 5:00  | Atlantic City, New Jersey |                                                             |
| Vitória | 3-1         | Alexandre Pedroso  | Nocaute Técnico (inter. do córner)    | Paranagua Fight 3                      | 11/11/2008 | 1     | 1:37  | Paranaguá                 |                                                             |
| Vitória | 2-1         | Felipe Alves       | Nocaute (socos e tiros de meta)       | Paranagua Fight 2                      | 05/09/2009 | 1     | 0:26  | Paranaguá                 |                                                             |
| Vitória | 1-1         | Adriano Tessaro    | Nocaute Técnico (soco)                | Beach Fight Festival                   | 10/05/2008 | 1     | 1:43  | São Paulo                 |                                                             |
| Derrota | 0-1         | Felipe Vidal       | Finalização (chave de braço)          | Real Fight 5                           | 13/04/2008 | 1     | N/A   | São Paulo                 |                                                             |